# Johann Leonhard Frisch

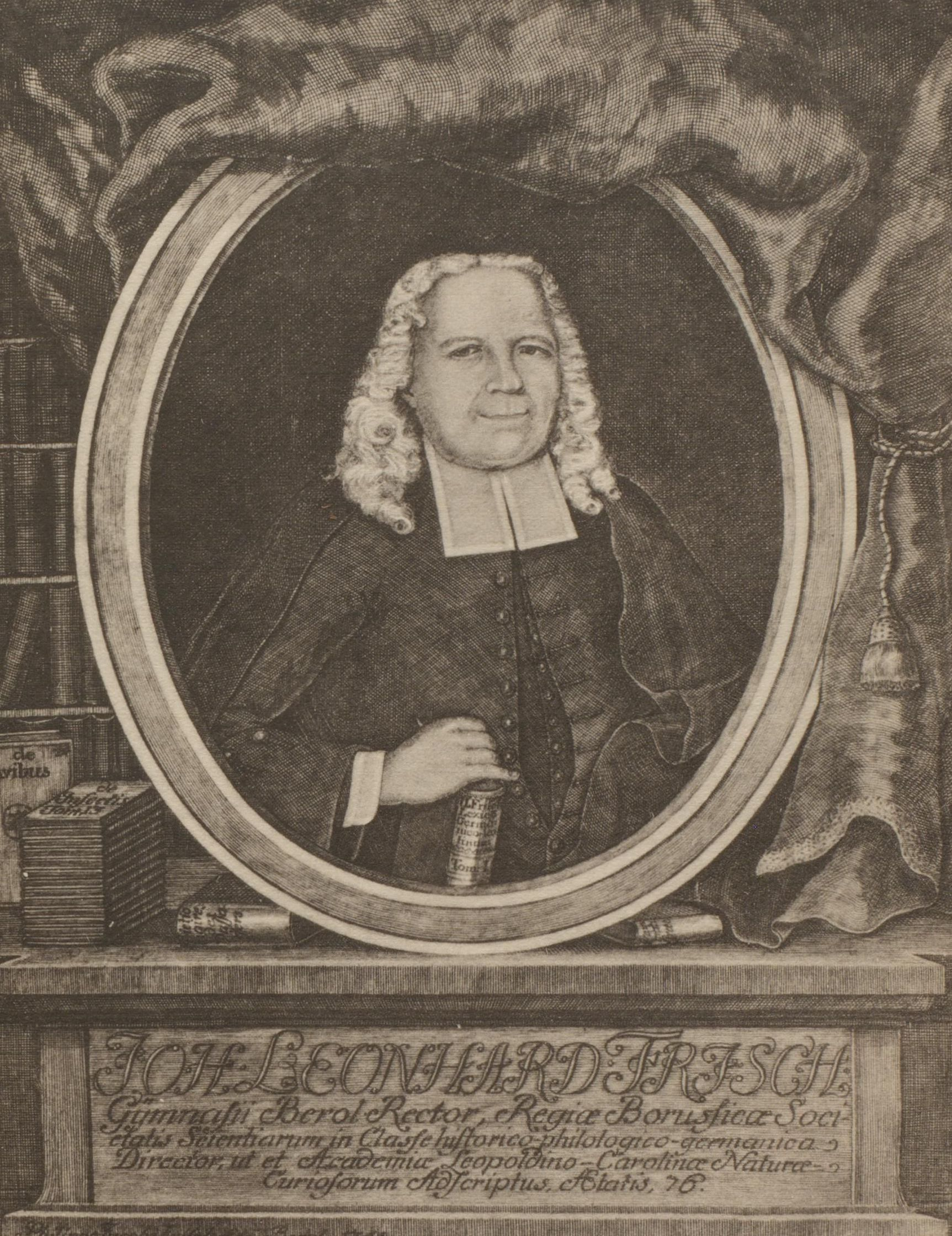
Johann Leonhard Frisch

Johann Leonhard Frisch (* 19. März 1666 in Sulzbach; † 21. März 1743 in Berlin) war ein deutscher lutherischer Theologe, Lehrer, Sprach- und Naturforscher, Entomologe sowie ein bekannter Berliner Kupferstecher.

## Leben

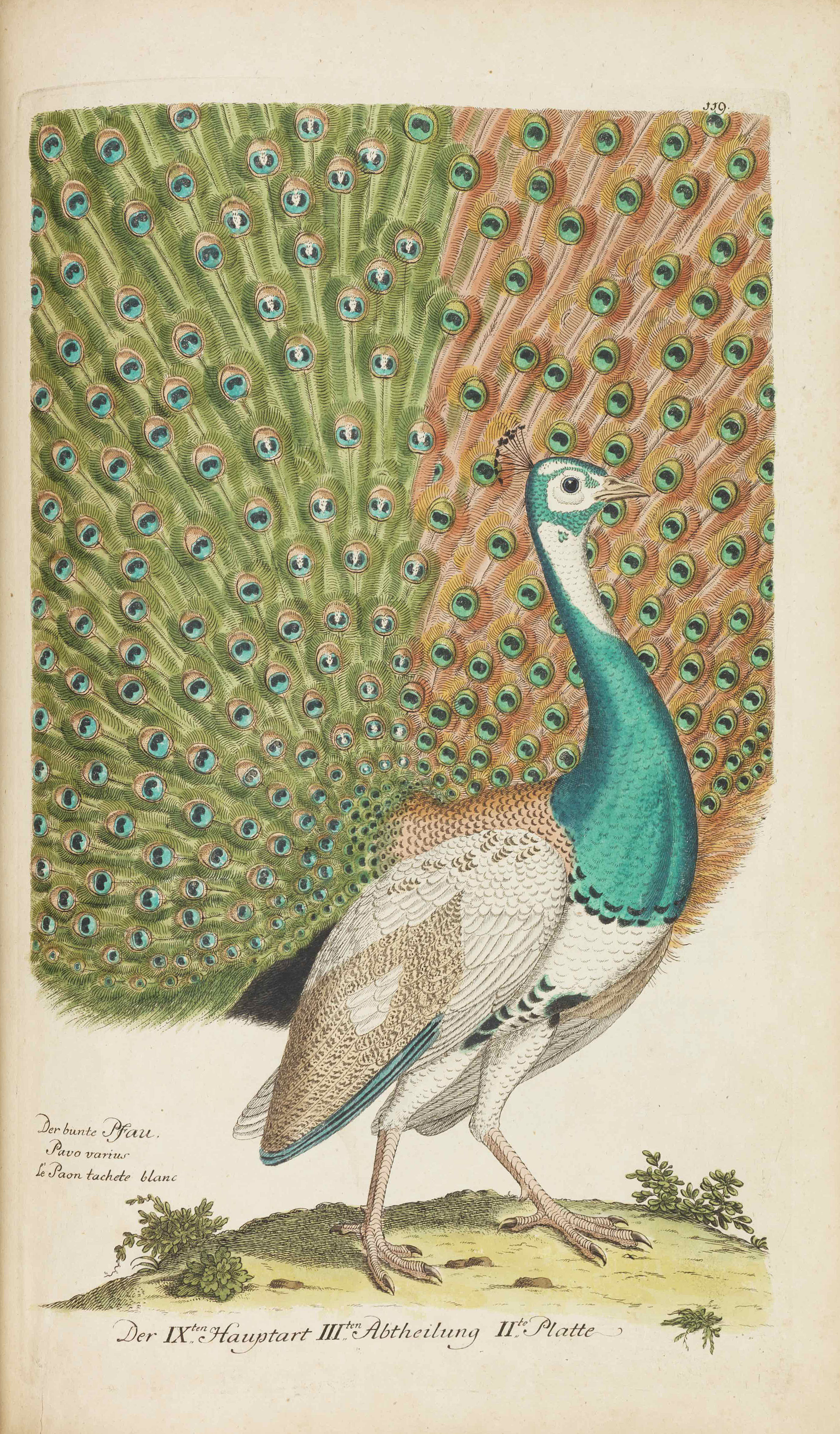
Der bunte Pfau aus Frischs Vorstellung der Vögel in Deutschland und beyläufig auch einiger Fremden

Sein Vater war Jurist und Verwaltungsbeamter in Nürnberg, seine Mutter die Tochter eines Straßburger Goldschmieds. Er ging auf die Lorenzer Schule in Nürnberg und lernte dort auch früh Griechisch. Als sein Vater nach Schnabelwaid versetzt worden war, wurde er von Privatlehrern unterrichtet und ab 1680 war er wieder in Nürnberg auf dem Gymnasium. Ab 1683 studierte er in Altdorf bei Nürnberg, ab 1686 in Jena und ab 1688 in Straßburg. Sein Studium finanzierte er sich teilweise selbst, zum Beispiel durch Deutschunterricht für Franzosen in Straßburg. Er reiste durch Frankreich und die Schweiz und bestand danach das Kandidaten-Examen in Theologie in Nürnberg. Ab 1691 reiste er wieder durch Europa (Wien; Ungarn – wobei er als Vertreter eines Predigers in Neusohl in Konflikte geriet und die Flucht antreten musste; Teilnahme an den Türkenkriegen auf kaiserlicher Seite als Dolmetscher; Venedig). 1693 war er wieder in Nürnberg, wandte sich der Landwirtschaft zu und wurde Gutsverwalter in Arnstein und Blankenburg im Harz. Auf Vermittlung der Stiftspröpstin in Quedlinburg wurde er Privatlehrer bei einem Adligen. Ab 1698 ging er wieder auf Reisen (Mainz, Köln, Niederlande, Hamburg, Berlin). In Berlin blieb er auf Zureden des zuvor in Diespeck und Bayreuth als pietistischer Pfarrer tätigen Diakons Astmann († 1699) an der Nikolaikirche und war zunächst Hauslehrer und auf Vermittlung von Philipp Jacob Spener ab 1698 Lehrer am Gymnasium zum Grauen Kloster. Am Grauen Kloster war er zunächst Subrektor, ab 1708 Konrektor und ab 1727 Rektor; diesen Posten behielt er bis wenige Monate vor seinem Tod. 1699 heiratete er in Berlin Sophie Elisabeth Dornmann aus Blankenburg im Harz.
Er war der Vater des Kupferstechers Johann Helfrich Frisch (1707–1758) und Großvater des Berliner Hofmalers Johann Christoph Frisch (1738–1815).
Frisch war ab 1706 auf Initiative von Gottfried Wilhelm Leibniz Mitglied der Königlich Preußischen Sozietät der Wissenschaften in Berlin und war in der Anfangszeit der Akademie eines ihrer prägenden Mitglieder. Naturhistorische Illustrationen bildeten einen wichtigen Teil seiner Arbeit, auch außerhalb der Akademie. So fertigte er in der ersten Hälfte des 18. Jahrhunderts ganze Serien zoologischer Zeichnungen, vor allem von Vögeln und Fischen, besonders von deren Schnäbeln und Gebissen. Diese Zeichnungen wurden jeweils mit einem Aufsatz erläutert. Berühmt wurde er durch die Arbeit an zwei umfangreichen zoologischen Kupfertafelwerken zu den Insekten und Vögeln Deutschlands, die allerdings seine beiden Söhne Philipp Jacob (1702–1753) und Johann Helfrich fortsetzen mussten. Erst sein Enkel Johann Christoph konnte endlich das Vogelwerk vollenden. Am 28. Mai 1725 wurde Johann Leonhard Frisch mit dem akademischen Beinamen Vegetius zum Mitglied (Matrikel-Nr. 380) der Leopoldina gewählt.
Er schrieb auch über Maulbeerbäume und Seidenproduktion und erstellte deutsch-lateinische und deutsch-französische Wörterbücher.
Er war an der frühen Produktion von Berliner Blau beteiligt und in einem seiner Briefe an Gottfried Wilhelm Leibniz von 1708 ist es zuerst erwähnt.

## Schriften
- Beschreibung von allerlei Insekten in Deutschland, Berlin 1720 bis 1738 (13 Hefte)
- Vorstellung der Vögel Deutschlands und beyläufig auch einiger Fremden, Berlin 1733 bis 1763 (14 Teile und ein Supplement, 256 Tafeln)